# Głogowiec (Głogówek)
Głogowiec (niem. Glöglichen) – dawna wieś, niestandaryzowana część miasta Głogówek w Polsce położona w województwie opolskim, w powiecie prudnickim, w gminie Głogówek. Historycznie leży na Górnym Śląsku, na ziemi prudnickiej.
Obecnie ulica Głogowiec w granicach Głogówka.
W latach 1975–1998 miejscowość należała administracyjnie do województwa opolskiego.

## Nazwa
Nazwa miejscowości wywodzi się od polskiej nazwy głogu. W alfabetycznym spisie miejscowości na terenie Śląska wydanym w 1830 roku we Wrocławiu przez Johanna Knie wieś występuje pod obecną, polską nazwą Głogowiec oraz nazwą zgermanizowaną Glöglichen. 9 grudnia 1947 r. nadano miejscowości polską nazwę Głogowiec

## Historia
Pierwsze ślady pobytu człowieka na terenie dzisiejszego Głogowca, potwierdzone badaniami archeologicznymi w 1993, sięgają epoki żelaza.

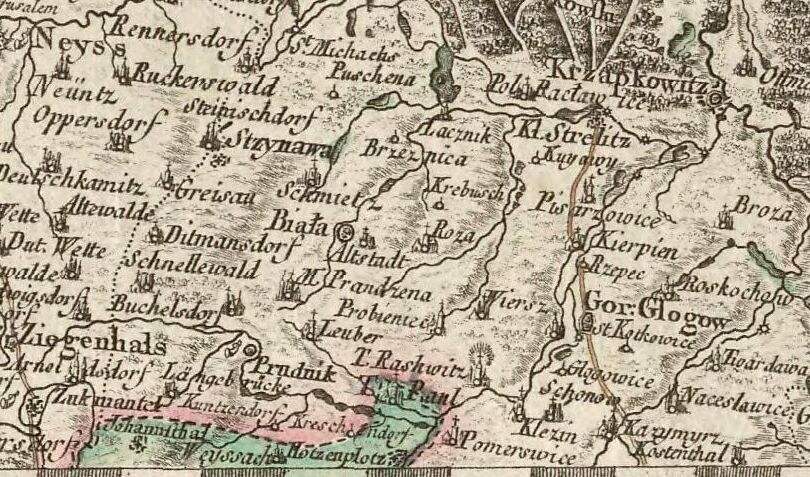
Głogowiec (Głogowice) wśród miejscowości ziemi prudnickiej na polskojęzycznej mapie z 1772

Na wzgórzu w końcowej części Głogowca istniał gród. Hrabia Georg II von Oppersdorff wzniósł w XVII wieku w Głogowcu pałac myśliwski z kaplicą św. Huberta. Obok niego powstała bażantarnia. Pałac został obrabowany i zniszczony podczas najazdu szwedzkiego. Zachowały się resztki ruin piwnicznych. Do 1742 wieś należała do powiatu sądowego głogóweckiego w Monarchii Habsburgów. Po I wojnie śląskiej znalazła się w granicach Królestwa Prus i weszła w skład powiatu prudnickiego w prowincji Śląsk.

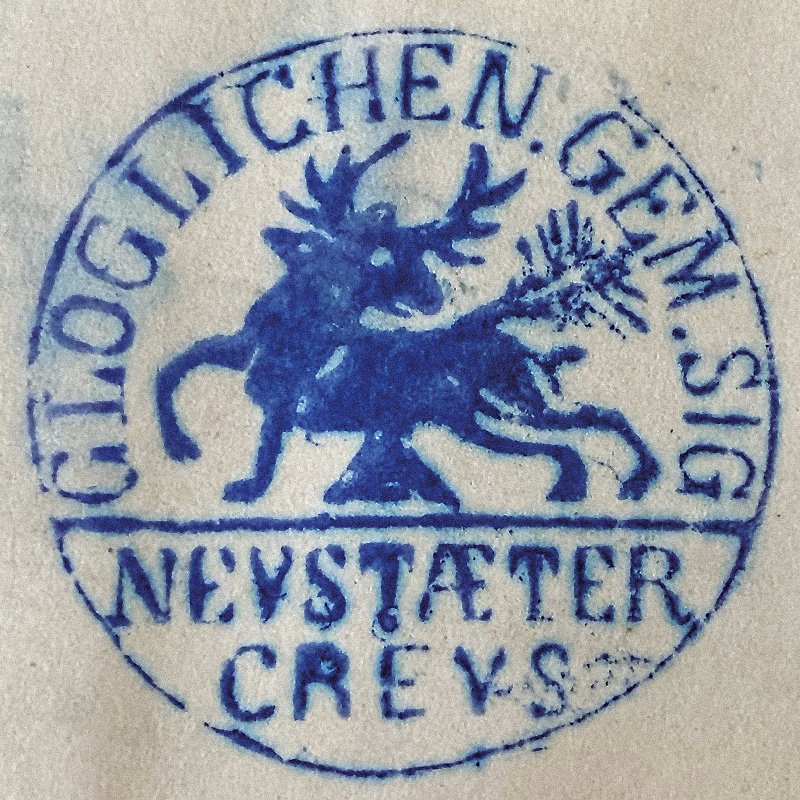
Pieczęć Głogowca (1868)

Wieś posiadała swoją własną pieczęć, która przedstawiała w polu jelenia w biegu skierowanego w prawo, ugodzonego strzałą, a w otoku napis: GLOGLICHEN. GEM. SIG / NEYSTAETER CREYS (pol. Gmina Głogowiec / Powiat Prudnicki). Według spisu ludności z 1 grudnia 1910, na 249 mieszkańców Głogowca 27 posługiwało się językiem niemieckim, 219 językiem polskim, a 3 innym językiem. W wyborach parlamentarnych w Republice Weimarskiej w 1919 najwięcej głosów w Głogowcu zdobyli chrześcijańscy demokraci.
W 1921 w zasięgu plebiscytu na Górnym Śląsku znalazła się tylko część powiatu prudnickiego. Głogowiec znalazł się po stronie wschodniej, w obszarze objętym plebiscytem. Do głosowania uprawnionych było w Głogowcu 167 osób, z czego 121, ok. 72,5%, stanowili mieszkańcy (w tym 120, ok. 71,9% całości, mieszkańcy urodzeni w miejscowości). Oddano 159 głosów (ok. 95,2% uprawnionych), w tym 157 (ok. 98,7%) ważnych; za Niemcami głosowało 138 osób (ok. 87,9%), a za Polską 19 osób (ok. 12,1%).
Po II wojnie światowej, od marca do maja 1945 powiat prudnicki znajdował się pod kontrolą radzieckiej komendantury wojskowej. 11 maja 1945 polska administracja przejęła władzę cywilną w powiecie prudnickim. Sołtysem wsi został Józef Świerkosz z Prudnika. W czerwcu 1945 siedmiu Ukraińców – dezerterów z Armii Czerwonej – napadło na leśniczówkę w Głogowcu. Pobili leśniczych i zgwałcili żonę leśniczego. Świerkosz wraz ze swoim pomocnikiem oraz funkcjonariusze Milicji Obywatelskiej z Racławic Śląskich: Tadeusz Wojciechowski, Edward Piskorek i Michał Mazurek napotkali bandytów przy tunelu kolejowym w Głogowcu. Pomiędzy Polakami i Ukraińcami doszło do strzelaniny. Bandyci zostali rozbrojeni i aresztowani.
W latach 1945–1950 Głogowiec należał do województwa śląskiego, a od 1950 do województwa opolskiego. W latach 1945–1954 wieś należała do gminy Racławice Śląskie. Podlegała urzędowi pocztowemu w Racławicach Śląskich. W związku z reformą administracyjną kraju jesienią 1954 Głogowiec stał się integralną częścią Głogówka, jednak zachował status sołectwa.
W 1949 we wsi znajdowała się szkoła podstawowa prowadzona przez Inspektorat Szkolny w Prudniku. W 1999 Głogowiec przystąpił do Programu Odnowy Wsi Opolskiej.

## Mieszkańcy
Miejscowość zamieszkiwana jest przez mniejszość niemiecką oraz Ślązaków. Mieszkańcy posługują się gwarą prudnicką, będącą odmianą dialektu śląskiego. Należą do podgrupy gwarowej nazywanej Karpaciołrzy.

### Liczba mieszkańców
- 1871 – 267[25]
- 1885 – 287[26]
- 1905 – 283[27]
- 1910 – 249[11]

## Zabytki

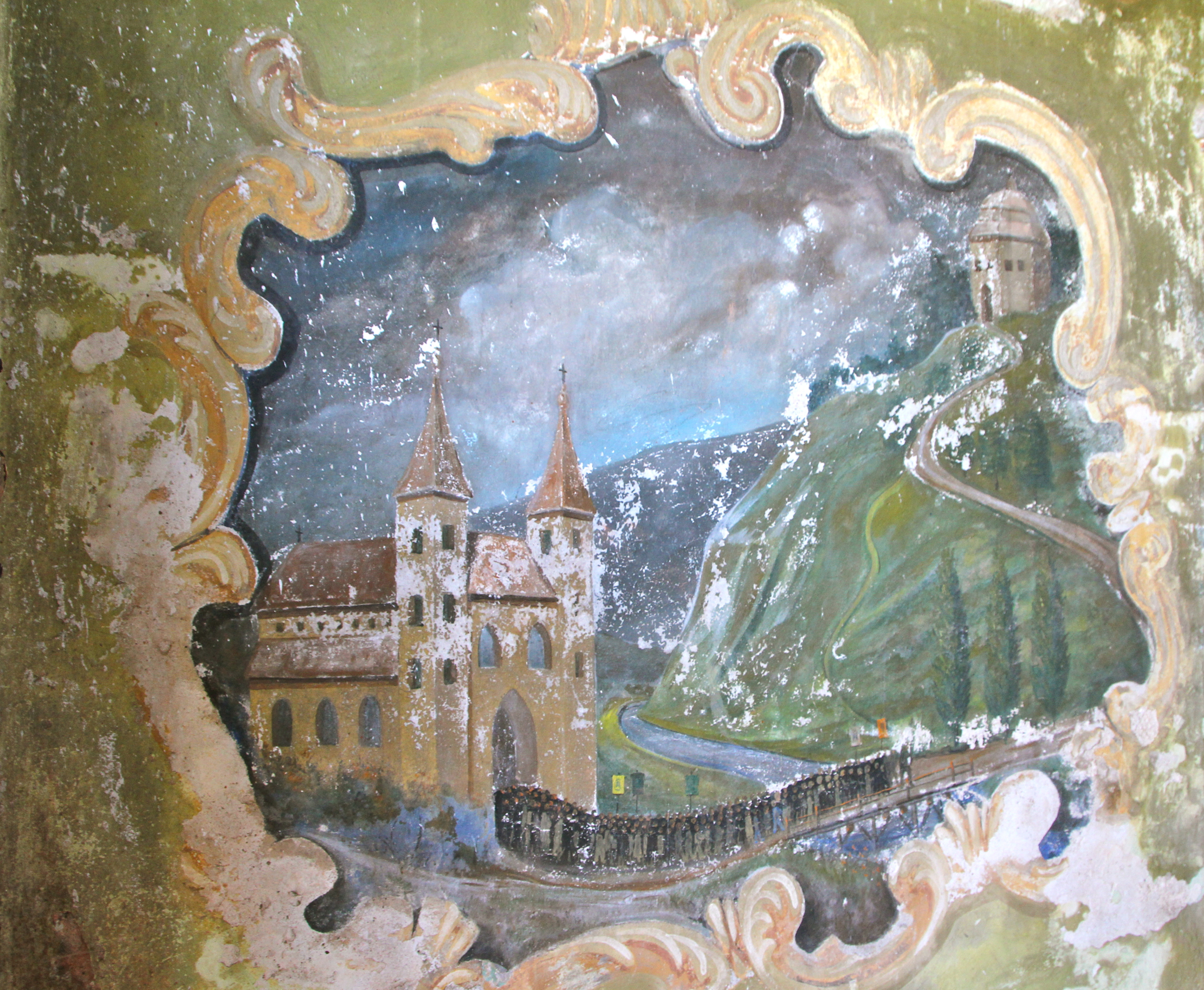
W kaplicy

Do wojewódzkiego rejestru zabytków wpisana jest:
- kapliczka z 1752 roku

Zgodnie z gminną ewidencją zabytków w Głogowcu chronione są ponadto:
- kapliczka przy domu nr 13
- kapliczka dzwonnica przy domu nr 15
- dom mieszkalny nr 13